# Wilhelm Waldstein
Wilhelm Kurt Waldstein (* 9. November 1897 in Wiener Neustadt; † 22. Juli 1974 in Altaussee) war ein österreichischer Schriftsteller, Komponist und Pädagoge.

## Leben
Wilhelm von Waldstein wurde am 9. November 1897 als Sohn des Ehepaars Wilhelm und Katharina von Waldstein im Hause Pöckgasse 4 in Wiener Neustadt geboren. Kurat der röm.-kath. Stadtpfarre Josef Bauer taufte ihn auf den Namen Wilhelm Kurt. Vater Wilhelm Anton Waldstein Edler von Heilwehr war k.k. Staatsanwalt-Substitut am Kreisgericht Wiener Neustadt. Mutter Katharina war die Tochter des k.k. Ministerialrates und Baurates Wilhelm Röllig, nach dessen Plänen von 1890 bis 1893 das Kreisgericht und die Justizanstalt Wiener Neustadt erbaut wurde. Wilhelm Kurts älterer Bruder wurde 1894 in Neunkirchen geboren.
Ab 1903 besuchte Wilhelm Kurt Waldstein die sechsklassige, öffentliche, allgemeine Volksschule in der Herzog-Leopold-Straße 4. Er erhielt im Abschlusszeugnis der 1. Klasse in allen Fächern die beste Note „Eins“, nur in Gesang einen „Dreier“. Sehr wahrscheinlich ein Konflikt, weil sein Vater als Dirigent den Wiener Neustädter Singverein zu hervorragenden Leistungen führte und auch als Opernkomponist (1904 wurde die Oper Tonietta im Landschaftlichen Theater in Linz aufgeführt) wirkte. Wilhelm Kurt wechselte die Schule und besuchte nun die vierklassige Übungsschule des Niederösterreichischen Landeslehrerseminars zu Wiener Neustadt. 1908 wechselte er an das K.k. Staats-Gymnasium zu Wiener Neustadt, wo er vorzügliche Zeugnisse erhielt. Gesang war hier Freifach, welches er nicht besuchte. Wegen einer krankheitsbedingten Verkrümmung der Wirbelsäule war er ab 1912 vom Turnunterricht befreit. 1915 wurde Waldstein im Ersten Weltkrieg gemustert, aber infolge der nicht mehr zu heilenden Skoliose für nicht geeignet für den Kriegsdienst erklärt. 1916 maturierte er – auf dem Maturafoto tragen zwei Schulkameraden bereits eine militärische Uniform. Waldheim studierte ab 1916 an der Universität Wien Deutsche Philologie, Geschichte und Geographie. Er hörte Vorlesungen bei der Germanisten Eduard Castle, Walter Brecht und Josef Seemüller, der Historiker Alphons Dopsch, Oswald Redlich und August Fournier und des Pädagogen Alois Höfler. Er dissertierte zum Thema Die Entwicklung der künstlerischen Reformpläne Richard Wagners in der entscheidenden Epoche zwischen Lohengrin und der Ringdichtung, was mit Auszeichnung approbiert und für die Drucklegung empfohlen wurde. Die Dissertation erschien 1922 in Berlin als Heft 17 in den Germanischen Studien. Am 21. Juli 1920 wurde Wilhelm Kurt Waldstein an der Universität Wien zum Doktor der Philosophie promoviert. Danach studierte er weiter, strebte das Lehramt an und erhielt am 16. Juni 1921 die volle Lehrbefähigung.
Ab Herbst 1921 arbeitete Wilhelm Kurt Waldstein als widerruflicher Lehrer für Geographie, Geschichte und deutsche Sprache am Krupp Privat-Realgymnasium in Berndorf in Niederösterreich. Nach Ablauf des Probejahres wurde ihm ein hervorragendes Zeugnis ausgestellt und seine Gewähltheit, Klarheit und nachdrückliche Hervorhebung der stets wesentlichen Momente gelobt, sowie seine Volksbildungstätigkeit im Ort wie auch seine Verwaltung der geographisch-historischen Lehrmittelsammlung und seine Verwaltung der Lehrerbücherei angemerkt. Insgesamt verblieb Waldstein neun Jahre am Berndorfer Gymnasium. 1930 wurde Waldstein dem Mädchen-Realgymnasium Wiener Neustadt in Wiener Neustadt und auch dem Bundesrealgymnasium zur Dienstleistung zugewiesen. Seine Tätigkeit am Mädchenrealgymannasium war nur kurz. Mit Erlass des Bundesministeriums für Unterricht wurde er mit 21. Oktober 1930 dem Bundesgymnasium Wiener Neustadt zugewiesen, wo er bis 1938 Deutsch und Geschichte unterrichtete.
Beim Anschluss Österreichs an Hitler-Deutschland wurde er am 15. September 1938 aus rassischen Gründen seines Dienstpostens enthoben. Der von den Nationalsozialisten eingesetzte neue Leiter Otto Aull bedauerte in einer mutigen Geste die Beurlaubung und verwies auf die langjährige, wertvolle Mitarbeit, auf die Unterstützung der Direktion und des Lehrkörpers und auf das noch unerledigt gebliebene Gesuch um Verbleiben im Staatsdienst. Für Waldstein setzte sich auch der vormalige Direktor Gustav Lassmann ein, welcher im März 1938 Direktor der Nationalpolitischen Erziehungsanstalt Napola Traiskirchen geworden war. Mit Schreiben vom 16. März 1939 wurde vom Reichsstatthalter das Gesuch um ausnahmsweise Belassung im Dienst abgelehnt. Waldstein wurde auch 1939 von den Präsidenten aus der Reichsmusikkammer und 1940 aus der Reichsschrifttumskammer ausgeschlossen. Waldstein musste mit seiner erzwungenen Pensionierung von einer bescheidenen Rente von 133 RM 30 Reichspfennig leben, versuchte mit Privatunterricht seine Situation etwas aufzubessern und lebte vollkommen zurückgezogen in der Pöckgasse. Mutter und Sohn lebten in ständiger Angst um Mann und Vater, den Kreisgerichts-Vizepräsidenten a. D. Wilhelm Anton Waldstein, welcher die Bedrohung aus rassischen Gründen nicht wahrhaben wollte. Er starb am 27. Dezember 1940 in Wiener Neustadt im Beisein seiner Angehörigen vor seiner Verschleppung. Die letzten Wochen des Zweiten Weltkriegs verbrachten Waldstein und seine Mutter als Flüchtlinge in Pernitz. Im Frühsommer 1945 kehrten beide in die inzwischen geplünderte Wohnung in Wiener Neustadt zurück.

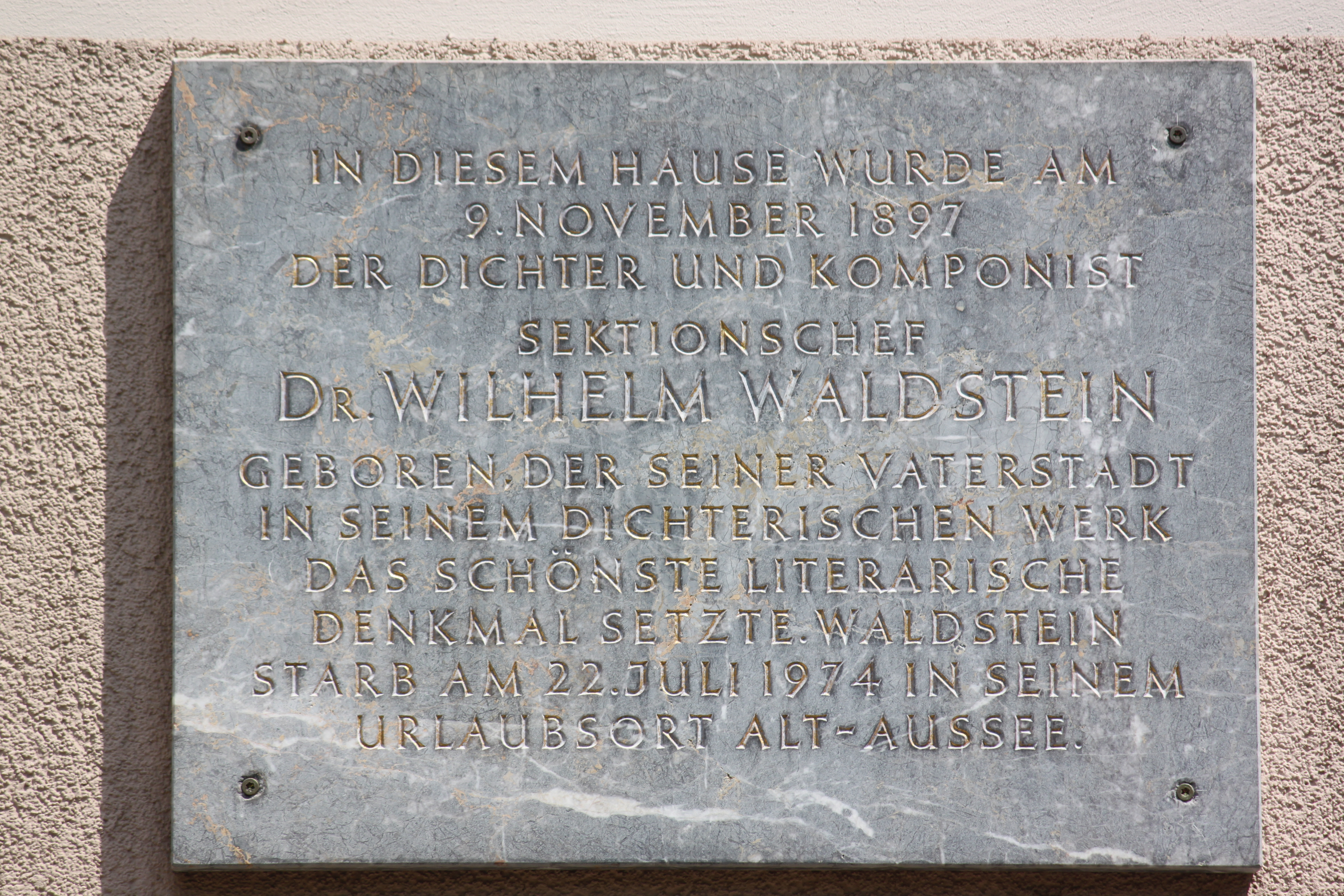
Gedenktafel am Wohnhaus in Wiener Neustadt

Am 30. August 1945 beschloss der Stadtsenat der Stadt Wiener Neustadt, Wilhelm Kurt Waldstein provisorisch mit der Leitung der Musikschule der Stadt zu betrauen. Weiters leitete er den Aufbau der Mittelschulen der Stadt und war Mitarbeiter der Vorbereitungen für die 750-Jahr-Feier der Stadt. All dies geschah ehrenamtlich. Finanzielle Sicherheit erlangte Waldstein erst mit seiner Wiedereinstellung als Lehrer im Herbst 1945. Am 8. Oktober 1945 teilte der Landesschulrat für Niederösterreich ihm die Übernahme in den aktiven Dienst am Bundesgymnasium Babenbergerring mit. Im Juni 1946 wurde Waldstein zur Probedienstleistung in das Bundesministerium für Unterricht in Wien unter Bundesminister Felix Hurdes berufen. Ebendort erfolgte 1950 die Ernennung zum Sektionsrat. Bis zum Tode seiner Mutter 1952 lebte Waldstein weiterhin in Wiener Neustadt und übersiedelte erst im Dezember 1952 nach Wien.

## Auszeichnungen
- 1953 Berufstitel Hofrat durch den Bundespräsident
- 1955 Komturkreuz des Ordens vom hl. Silvester durch Papst Pius XII.
- November 1957 Rundfunksendung auf Radio Wien vom Komponist Leopold Matthias Walzel zum Anlass seines 60. Geburtstages
- 1959 Großes Ehrenzeichen für Verdienste um die Republik Österreich (1952) durch den Bundespräsidenten

## Publikationen
- Pole der Menschheit. Dichtungen aus den Jahren 1938 bis 1945. Humboldt-Verlag, Wien 1949.
- Kunst und Ethos. Deutungen und Zeitkritik. Otto Müller, Salzburg 1954.
- Hans Gál. Elisabeth Lafite, Österreichischer Bundesverlag  (= Österreichische Komponisten des XX. Jahrhunderts, 5), Wien 1965.
- Brennspiegel. Buch der Epigramme. Universitätsverlag Wagner, Innsbruck 1967.
- Zwischenreich. Geschehnis und Gestalt. Roman, Österreichische Verlagsanstalt, Wien 1968.
- Das gerettete Erbe. Aus einer Jugend im alten Österreich. Erweiterte Neuausgabe von Frühe Schatten. Stifterbibliothek, Salzburg 1970.
- Bild und Widerbild. Erzählungen, Stifterbibliothek, Salzburg 1972.